# 乐平世
乐平世（英語：Lopingian）是二叠纪最上层的统、最晚的世。它也是古生代最后一个世，亦称为晚二叠世或上二叠统。乐平世之前是瓜达洛普世，之后是早三叠世。
其名称由阿马多伊斯·威廉·葛利普于1931年命名，来自中国江西乐平市。:681它包含两个阶/地质年代，较早的是吴家坪期，较晚的是长兴期。
《国际地层年代表》（2018年7月版）给出的时间是259.1±0.5 Ma。如果全球界线层型剖面和点位已被批准，则最早阶段的下缘年龄就能决定世的年代。吴家坪期的GSSP年龄是259.8±0.4 Ma。
乐平世结束于二叠纪—三叠纪灭绝事件。